# Radio Caraïbes International
 (février 2018).
Si vous disposez d'ouvrages ou d'articles de référence ou si vous connaissez des sites web de qualité traitant du thème abordé ici, merci de compléter l'article en donnant les références utiles à sa vérifiabilité et en les liant à la section « Notes et références ».
RCI, sigle de Radio Caraïbes International, première radio des Antilles françaises en termes d'audience, est une radio généraliste commerciale qui présente deux programmes aux Antilles, un pour la Martinique et un pour la Guadeloupe.

## Historique

### 1960-1963: les débuts de la station
Radio Caraïbes Internationale (RCI) est créée en 1960 à Sainte Lucie, par Michel Ferry.
À l'origine, RCI émet en ondes moyennes et en langue française à destination de la Martinique.
Jean-Michel Leulliot et Maryse Gildas (animatrice à Europe1) font partie de l'équipe initiale de Michel Ferry,.
En 1963, Michel Ferry cède Radio Caraïbes International au groupe anglais Rediffusion, qui exploite alors des stations de radio dans les colonies britanniques. 

### 1967-1978: changement de propriétaire puis revente à nouveau
En 1967, Rediffusion cesse (pour des raisons économiques) l'exploitation de RCI devenue Radio Carribean International puis, en 1975, cède les actifs de la société à Guy Noël, un Français qui redémarre l'exploitation de la station avec des moyens très réduits.
L'antenne est alors partagée entre des émissions de langue française pour une durée journalière de 13 h 30 et des émissions de langue anglaise pour une durée de 5 h 30.
En 1978, Guy Noel vend la station à deux publicitaires français : Robert Augier, de la Compagnie européenne de publicité, et Jacques Dauphin, des Affichages Dauphin, président de Dauphin OTA  .

### 1979-1980: déménagement de l'équipe, développement de la station
En 1979, RCI est la première station des Antilles Françaises à émettre en FM stéréo depuis le site de Ti Rocher à Sainte-Lucie et reprend les actifs de Radio Jumbo afin d’émettre en Guadeloupe.
Les nouveaux propriétaires mettent en place un plan de développement de la station avec l'installation de studios à Fort-de-France où sont transférés la rédaction (à l'époque trois journalistes), puis en septembre 1980, l'ensemble de l'équipe de langue française à la suite de l'autorisation de mise en place d'une liaison hertzienne entre les studios de Fort-de-France et ceux de Castries[réf. nécessaire]. 
Sur le plan juridique, l'ensemble est alors ainsi structuré  : d'une part, en une société de droit français, fournisseuse exclusive de programmes, la Compagnie Antillaise de programmes audiovisuels, d'autre part, en une société de diffusion de droit Saint-Lucien, titulaire de l'autorisation d'émission, Radio Caribbean[réf. nécessaire]. 
Cette même année, Radio Caribbean reprend les actifs de Radio Jumbo (dont son autorisation d'émettre dans l'île de la Dominique) et la Compagnie Antillaise de Programmes Audiovisuels installe un studio à Pointe-à-Pitre. 
1979 voit aussi l' ouragan David ravager la partie centrale des Petites Antilles et détruire en totalité le système d'émission en Dominique. Les émissions de la Dominique vers la Guadeloupe, à partir des studios à Pointe-à-Pitre, reprennent en avril 1980. 

### 1980-1983: nouvel actionnariat
En 1980, constitution d'une société de régie avec Havas Dom et Régie No 1, Régie Caraïbes No 1. L'ouragan Allen détruit la totalité du système d'émission à Sainte-Lucie, au mois d'août de la même année.
En mai 1982, la Société Financière de Radiodiffusion (SOFIRAD) qui gère alors les participations de l'État dans l'audiovisuel privé acquiert l'ensemble constitué par Radio Caribbean, la Compagnie Antillaise de Programmes Audiovisuels et Régie Caraïbes no 1.
Le 13 novembre 1983, une bombe détruit la totalité des studios de RCI Guadeloupe à Pointe-à-Pitre,. 

### 1986-1989: nouveaux développements et changements de statut
En 1986, Radio Caribbean commence l'exploitation d'une station de langue anglaise émettant en F.M. sur Sainte-Lucie.[réf. nécessaire]
À cette époque, l'ensemble comporte donc trois stations :[réf. nécessaire]
- une station de langue anglaise émettant en F.M. sur Sainte-Lucie,
- une station émettant en A.M. et F.M. à destination de la Guadeloupe depuis des studios installés à Gosier,
- une station émettant en A.M. et F.M. à destination de la Martinique depuis des studios installés à Fort-de-France.

En juillet 1987, dans le cadre des opérations préalables à la cession des stations radiophoniques par la SOFIRAD, l'ensemble subit les modifications suivantes :
- les licences d'émission en langue française détenues par Radio Caribbean font l'objet d'une demande de transfert à de nouvelles entités de diffusion à la Dominique et à Sainte-Lucie,
- la société de programmes - Compagnie Antillaise de Programmes Audiovisuels - n'exerce plus son activité que pour les émissions destinées à la Martinique en F.M.
- une nouvelle société de programmes - la Société Guadeloupéenne de Programmes Audiovisuels - SOGPA SA, société anonyme au capital de 300 000 francs dont le nom commercial est RCI GUADELOUPE, est constituée à Pointe-à-Pitre et diffuse des émissions à destination de la Guadeloupe en F.M.[réf. nécessaire]

Le 29 avril 1988, l'ensemble CAPA SA et SOGPA SA est cédé à des investisseurs métropolitains et antillais. RCI est le premier média majeur des Antilles dont le capital est partagé entre capitaux d'origine métropolitaine et capitaux d'origine antillaise.[réf. nécessaire]
En décembre 1988, le capital de la Société Guadeloupéenne de programmes audiovisuels est augmenté et ouvert à de nouveaux partenaires guadeloupéens[réf. nécessaire].
Les sociétés CAPA SA et SOGPA SA poursuivent une politique commune de développement avec la création de :
- RCI Saint Martin - Nord Communication, SNC crée la seule station de langue française dans cette île au nord de l'archipel guadeloupéen et diffuse le programme RCI 2 à Saint-Martin, Saint-Barthélemy,  Montserrat,  Antigue, la Guadeloupe et la Martinique. RCI a cessé sa diffusion au profit d'une franchise NRJ.
- EDIMART, société d'édition musicale,
- CAPA SA - RCI Martinique détient à parité avec SOGPA SA - RCI Guadeloupe, la totalité du capital de deux SARL, Somatel (Société Martiniquaise de Télévision) et Soguatel (Société Guadeloupéenne de Télévision) qui ont préparé le dossier de candidature de TCI Martinique et TCI Guadeloupe et possèdent les participations du Groupe RCI dans le capital de TCI Martinique , TCI Guadeloupe et Télé Caraïbes No 1.

### 1989-2009: arrivée de Hervé Bourges, ouragan Hugo et mouvements sociaux
Le 28 septembre 1989, Hervé Bourges est nommé président de la SOFIRAD.
Le 22 septembre 1989, l'ouragan Hugo ravage la Guadeloupe. RCI est plébiscitée car elle représente le seul média resté actif et ayant pu informer la population. 
Du 23 au 30 mars 2009, de forts mouvements sociaux interrompent l'activité de RCI, au sujet de l'accord Bino,.

### 2018-2019: condamnation judiciaire pour harcèlement moral et sexuel
La cour d'appel de Basse-Terre confirme, le 18 juin 2018, le jugement du conseil de prud'hommes de Pointe-à-Pitre du 24 mai 2016 condamnant RCI pour faits de harcèlement moral commis dans les années 2010 à l'encontre d'Ingrid Sénat, journaliste de la rédaction guadeloupéenne de la station, par Daniel Marival, directeur délégué, Thierry Fundere, directeur de la rédaction, et Warren Chingan, journaliste jusqu'en 2017,. Le jugement d'appel reconnaît également le harcèlement sexuel dénoncé par la salariée comme étant établi.
Réagissant à cette condamnation, José Anelka, directeur général du groupe, qualifie le procès de « fake » et renvoie aux « spécificités locales dans les rapports entre les femmes et les hommes », avant d'outrager la journaliste reconnue comme victime par la justice : « Mme Sénat est la seule personne qui se fait sauter dans la rédaction... Vous pouvez dire que Mme Sénat est la seule journaliste qui se fait prendre sur les bords des tables à la rédaction », déclare-t-il à Mediapart.
Le 19 décembre 2018, RCI licencie Ingrid Sénat pour faute grave. Dans une lettre de six pages, José Anelka l'accuse d'avoir harcelé moralement une collègue de travail et d'avoir fait preuve d'insubordination. Le Conseil de prud'hommes de Pointe-à-Pitre, saisi par Ingrid Sénat, échoue à concilier les parties le 12 février 2019. Une seconde audience est prévue le 25 juin 2019.

### Affaire Barbara Olivier-Zandronis (2023)
En décembre 2023, la journaliste Barbara Olivier-Zandronis est écartée de l'antenne après une interview tendue avec Jordan Bardella. Le directeur délégué de RCI Guadeloupe, Hervé de Haro, estime qu'elle n'a pas conduit une interview mais un débat politique. Au contraire, cinq parlementaires de la Guadeloupe, Élie Califer, Max Mathiasin, Olivier Serva, Victorin Lurel et Solanges Nadille, condamnent cette décision estimant que « la véritable essence de la liberté de la presse est incarnée lorsque les hommes politiques sont confrontés avec des questions fondamentales et franches ». De même en métropole plusieurs élus d'horizons politiques variés, dont Jean-Luc Mélenchon, Stéphane Séjourné ou Marie Toussaint, critiquent cette mise à l'écart,. À l'issue de celle-ci, Barbara Olivier-Zandronis décide, en janvier 2024, de ne pas réintégrer RCI : « J’ai choisi en cette nouvelle année d’exercer mon métier là où il me sera possible de le faire sans oblitérer ma conscience ».

## Identité de la station

### Propriétaire
Les sociétés Somatel et Soguatel ont cessé leur activité avec l’arrêt de TCI Martinique et de TCI Guadeloupe. La société Edimart poursuit son activité avec les éditions musicales. Les sociétés CAPA SA ET SOGPA SA ont changé leur dénomination sociale en  1998 pour devenir respectivement :[réf. nécessaire]
- RCI Martinique,
- RCI Guadeloupe,

La société Nord Communications exploite depuis 1997 sous franchise NRJ, une radio dans chaque île :
- NRJ Martinique
- NRJ Guadeloupe

### Capital
RCI appartient à 100 % au groupe Radio Caraïbes International qui possède aussi la radio NRJ Antilles et la station Bel Radio, destinée aux seniors.

### Partenariats
De 1980 à juin 2022, Europe 1 est partenaire de RCI ; les informations nationales et internationales, ainsi que certaines émissions diffusées sur les antennes de RCI provenaient d'Europe 1 (Groupe Lagardère).
Depuis le 1er juillet 2022, RTL (groupe M6) devient le nouveau partenaire de RCI qui relaye donc désormais des émissions et les journaux d'information de RTL.

## Personnel de la station

### Dirigeants
La directrice générale de Radio Caraïbes International est Alexandra Elizé depuis le 31 octobre 2020.

### Animateurs ayant travaillé à RCI
- Timo
- Jean Michel Leulliot [2]
- Maryse Gildas [3]
- Patrice Louis [27]
- Jacques Expert [28]
- Barbara Olivier-Zandronis écartée de l'antenne, en décembre 2023, après une interview de Jordan Bardella[19].

## Diffusion
RCI utilise la modulation de fréquence pour diffuser ses programmes en Martinique et en Guadeloupe. Antérieurement, elle a émis en Guyane mais les fréquences accordées alors sont reprises par NRJ Guyane.

## Audience
En Martinique, RCI réalise une audience cumulée de 46,2 % pour une part d'audience de 45,5 %. Sur la Guadeloupe, la station est créditée d'une audience cumulée de 50,9 % pour une part d'audience de 48,5 %. Sur la Martinique et la Guadeloupe, les radios du groupe RCI sont tous les jours écoutées par plus de 400 000 antillais de plus de 13 ans (Médiamétrie Métridom SN 2017)[source insuffisante].

### Note
1. ↑  La station Bèl'Radio, destinée aux seniors, a une programmation musicale entièrement composée de musique caribéenne des années 1970, 1980 et 1990.